# Каташинский, Илларион Мефодиевич
Илларион Мефодьевич Каташинский (1867 — 3 сентября 1943) — член II Государственной думы от Подольской губернии, крестьянин.

## Биография
Православный, крестьянин села Журы, Балтского уезда, Подольской губернии.
Начальное образование получил дома. Имел земельный надел.
В феврале 1907 года был избран членом II Государственной думы от Подольской губернии. Входил в Трудовую группу, фракцию Крестьянского союза и Украинскую громаду. Активного участия в думской деятельности не принимал.